# Schwedenbrücke

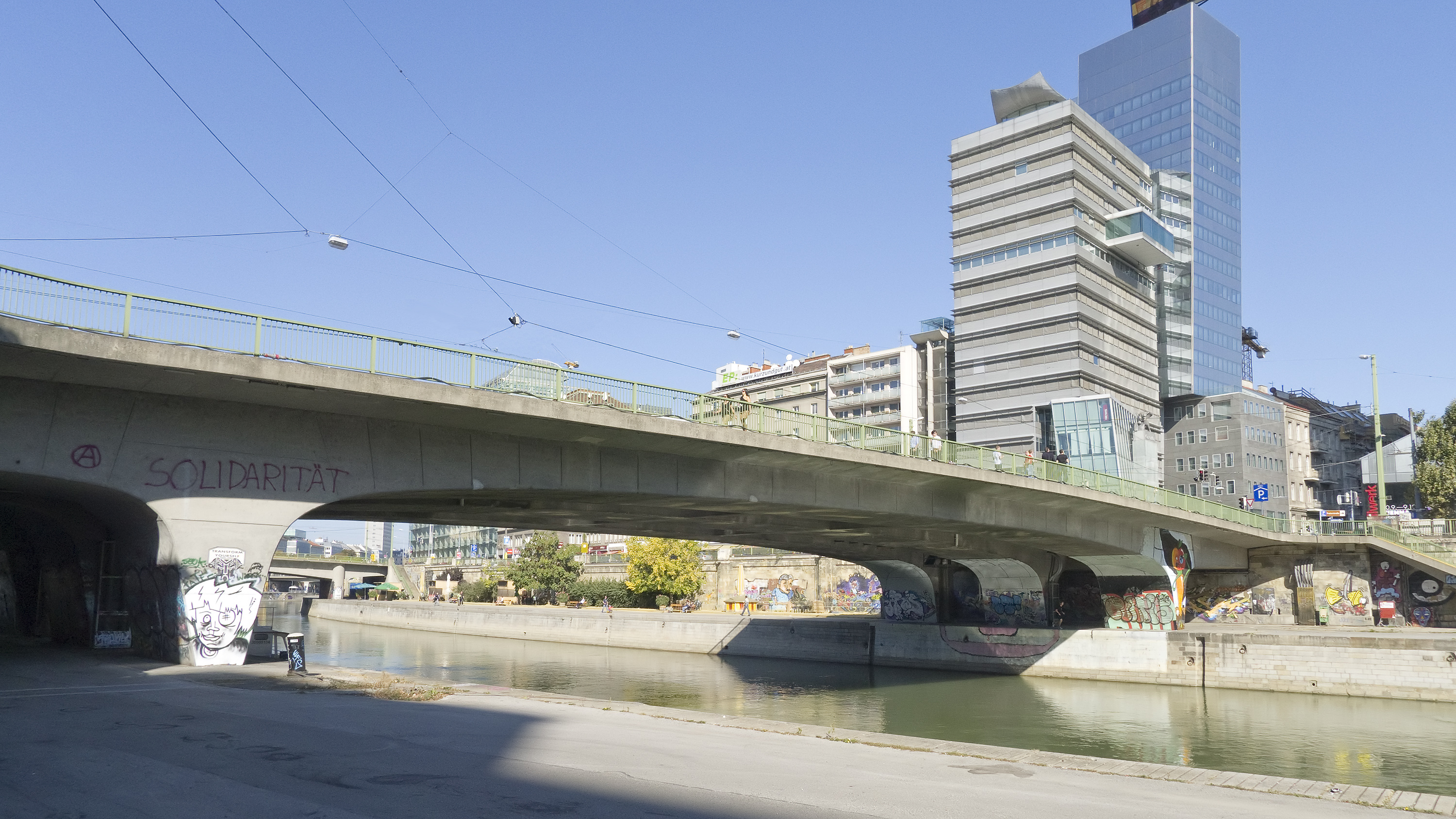
Schwedenbrücke Richtung Leopoldstadt und Mediatower

Die Schwedenbrücke ist eine Brücke über den Wiener Donaukanal und verbindet die Bezirke Innere Stadt und Leopoldstadt.

## Schlagbrücke (1368)
Bereits im Mittelalter befand sich an dieser Stelle die Schlagbrücke, eine 1368 urkundlich erwähnte Holzbrücke über den Wiener Arm der damals noch nicht regulierten Donau. Schlagbrücke deswegen, weil darauf Tier geschlachtet (geschlagen) wurden und minderwertige Teile, als sogenanntes Bruckfleisch an Ort und Stelle verkauft wurde. Das Blut selbst rann direkt in den darunter führenden Donauarm, was auch die Ursache hygienischer Probleme war. Diese Brücke, welche auch eine Mautbrücke war, verband die Stadt – bis 1782 als einzige feste Verbindung – mit dem Unteren Werd, einer großen Insel auf dem Gebiet der heutigen Leopoldstadt, und befand sich etwas flussabwärts der Rotenturmstraße. Sie musste aufgrund von Eisstößen und Hochwasser immer wieder neu errichtet werden.

## Ferdinandsbrücke (1819)

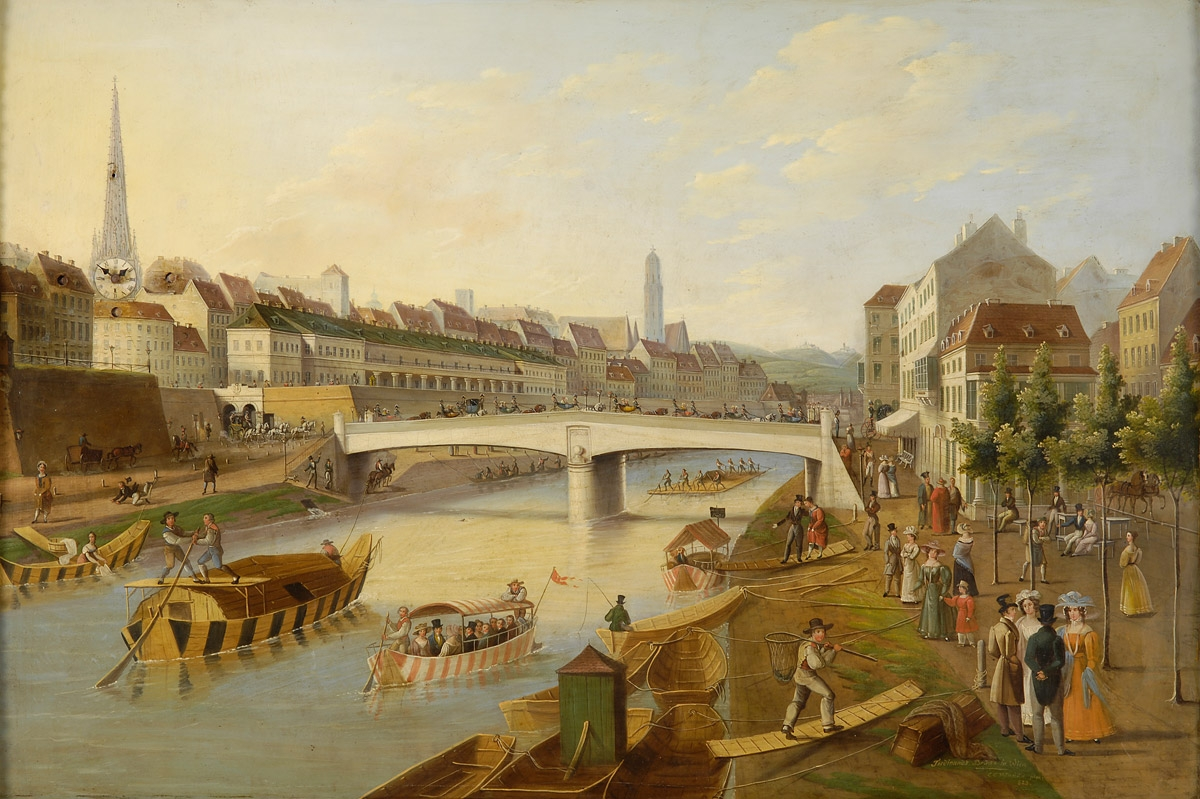
Die 1819 bis 1909 bestehende Ferdinandsbrücke – Bilderuhr von Carl Ludwig Hofmeister aus 1825

Um die häufigen Probleme mit Eis und Hochwasser zu bewältigen, wurde die Schlagbrücke 1819 durch die neue Ferdinandsbrücke ersetzt. Es war eine hölzerne Brücke mit einem steinernen Mittelpfeiler und zwei 30 m weiten Öffnungen. Schon damals hatte sie durch Barrieren voneinander getrennte Fahrstreifen und Gehwege. Sie wurde nach dem damaligen Kronprinzen benannt, der das Kaisertum Österreich 1835–1848 als Ferdinand I. regierte. 1850 wurde die Leopoldstadt eingemeindet. 1860 wurde nach der Demolierung der Stadtmauer der Franz-Josefs-Kai fertiggestellt, mit einer Zufahrt zur Brücke entlang des Donaukanals. 1865 wurde die Ferdinandsbrücke verbreitert. Von 1882 an verkehrte die Straßenbahn über die Brücke in die Taborstraße, vorerst als Pferdetramway, seit 1900 mit elektrischem Betrieb. Am 6. August 1901 wurde als letzter Teil der Wiener Stadtbahn ihre Donaukanallinie mit der Station Ferdinandsbrücke (heute U-Bahn-Station Schwedenplatz) eröffnet.
Ab 21. Mai 1909 wurde die Brücke zugunsten einer neuen Brücke abgetragen.

## Ferdinandsbrücke / Schwedenbrücke (1911 / 1919)

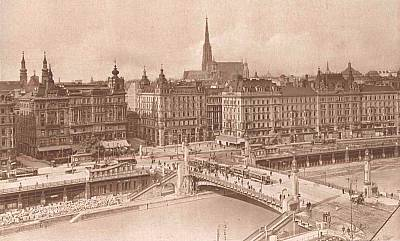
Die zweite Ferdinandsbrücke um 1911

Am 27. April 1911 wurde die neue stählerne Bogenbrücke (damals am Donaukanal die größte) eröffnet. Für die künstlerische Durchführung des Neubaus der Brücke war Otto Wagner verantwortlich. Kurz vor der für Ende April 1911 angesetzten Freigabe der Brücke verlangte nach einer Fahrt über den Franz-Josefs-Kai Thronfolger Erzherzog Franz Ferdinand Aufklärung über die vier die Brücke einfassenden Pylonen, die starke Ähnlichkeit mit Rauchfängen hätten. Die tatsächliche Aufgabe der Pylonen war unter anderem die günstigere Ableitung von Horizontalkräften. Die Allegorien tragenden vier Pfeilertürme sollten nicht bloß die vier Elemente versinnbildlichen, sondern eine Verbindung ausdrücken von Feuer und Stadtbahnbau, Wasser und Donaukanalregulierung, Luft und hygienischer Bedeutung der Sammelkanäle sowie von Erde und den architektonischen Veränderungen im Städtebild.
1919 erfolgte wie beim Schwedenplatz (vorher Ferdinandsplatz) die Neubenennung nach Schweden, zur Erinnerung an die humanitäre Hilfe für Wiener Kinder, die das Land nach dem Ersten Weltkrieg leistete.
Bei einem der Luftangriffe auf Wien wurden 1945 der Großteil des Franz-Josefs-Kais und die Brücke durch Fliegerbomben zerstört, 1946 erfolgte nach provisorischer Reparatur die Verkehrsfreigabe. 1945–1955 befand sich an der Brücke die Sektorengrenze zwischen dem sowjetischen Sektor Wiens, zu dem der 2. Bezirk gehörte, und dem interalliierten Sektor (1. Bezirk), in dem die Besatzungsmacht monatlich wechselte.

## Schwedenbrücke (1955)

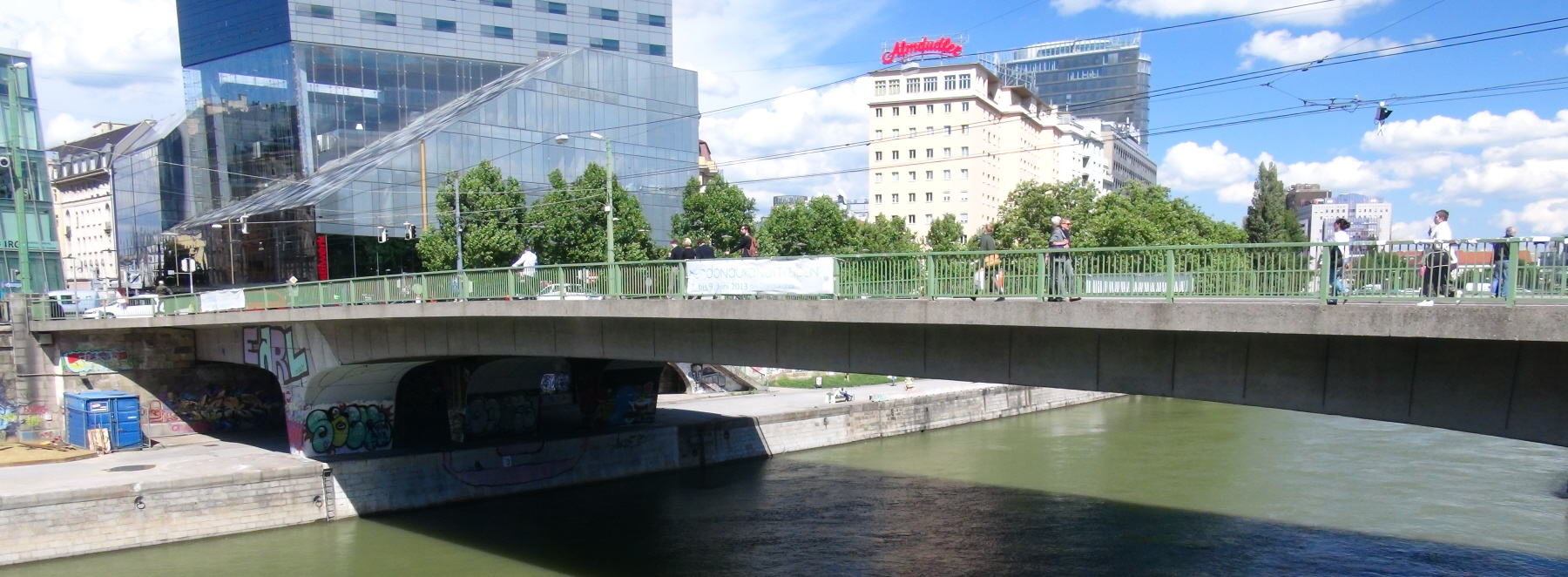
Die Schwedenbrücke

Als erste Spannbetonbrücke Wiens wurde 1954/55 nach Plänen von Fritz Leonhardt und Adolf Hoch die Schwedenbrücke neu errichtet. Die 78,8 m lange und ca. 27 m breite Rahmenbrücke hat Stützweiten von 12,2 + 55,4 + 12,2 m. Sie hat drei gevoutete, durch Querriegel miteinander verbundene Hohlkästen.
Der an der Ferdinands- bzw. Schwedenbrücke befindliche, langjährig beobachtete Pegel wurde um die Wende vom 19. zum 20. Jh. zur Definition eines eigenen Wiener Höhen-Bezugssystems herangezogen. Dieses sogenannte Wiener Null entspricht einem Pegelwert von 4,00 m über dem Pegelnullpunkt und einer Höhe von 156,68 Meter über Adria. Es wird bis heute für städtische Projekte und die Grundwassermessstellen verwendet.
Das letzte Hochwasser im August 2002 erreichte + 0,60 m über Wiener Null. Ein hundertjährliches Hochwasser könnte noch um 50 cm höher liegen, würde aber dank der im 19. und 20. Jh. erfolgten Donauregulierung in der Stadt kaum Schäden verursachen.
Der australische Graffiti-Künstler Lush Sux porträtierte unter der Schwedenbrücke In einer seiner neuesten Arbeiten (August 2017) den amerikanischen Präsidenten Donald Trump mit der Frisur des nordkoreanischen Machthabers Kim Jong-un und umgekehrt.

## Galerie

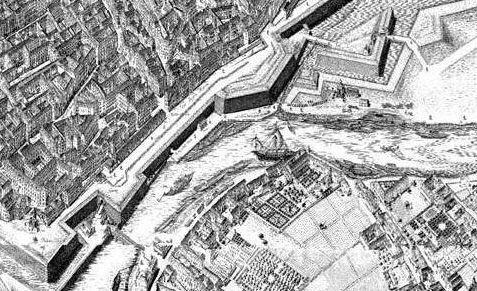
Schlagbrücke 1778
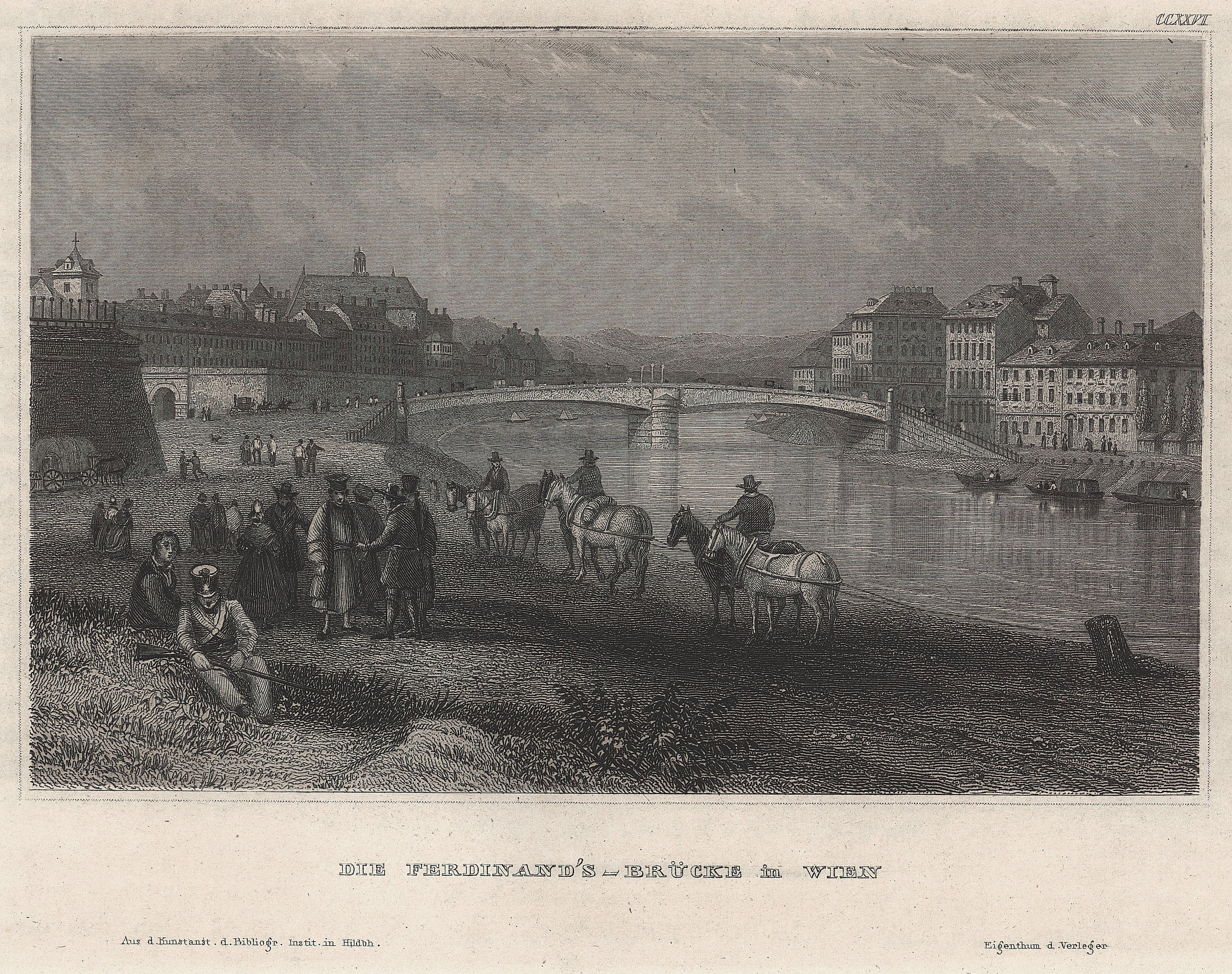
Die Brücke ca. 1838
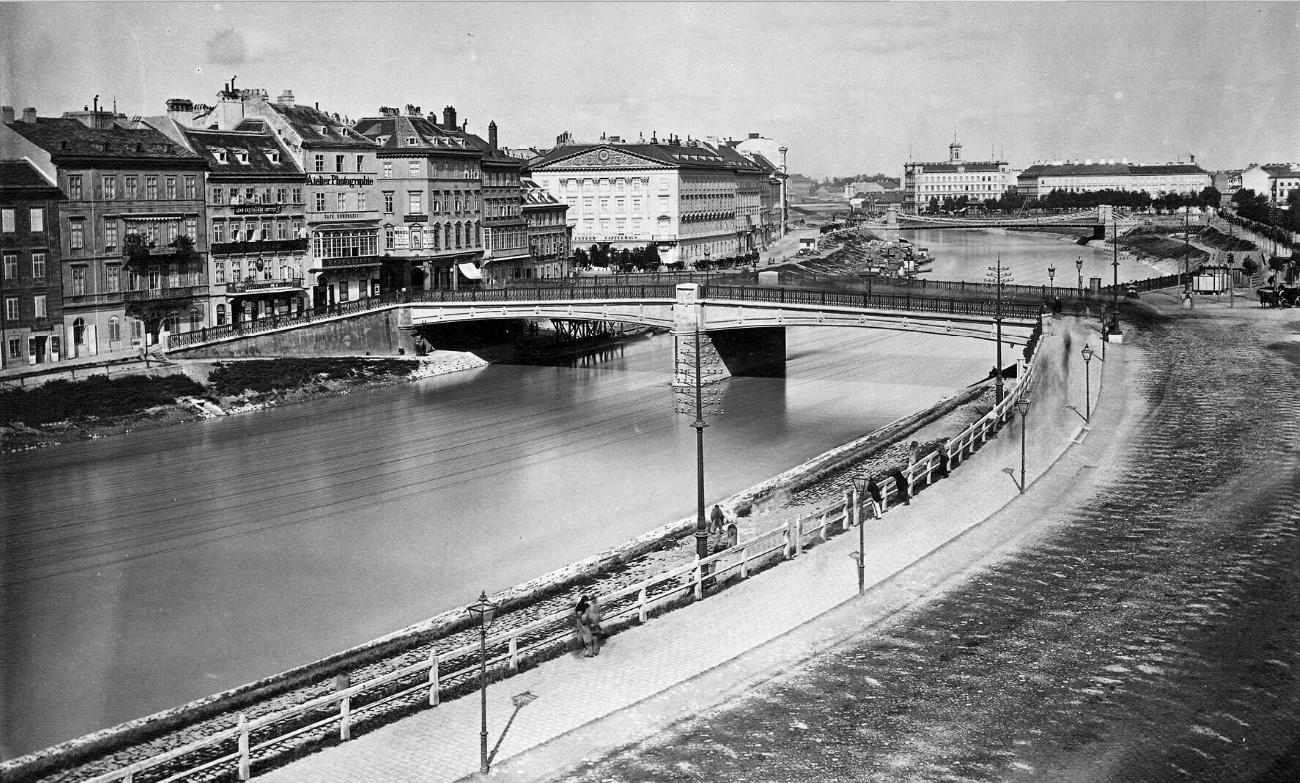
Erste (1865 verbreiterte) Ferdinandsbrücke Richtung Osten, 1867
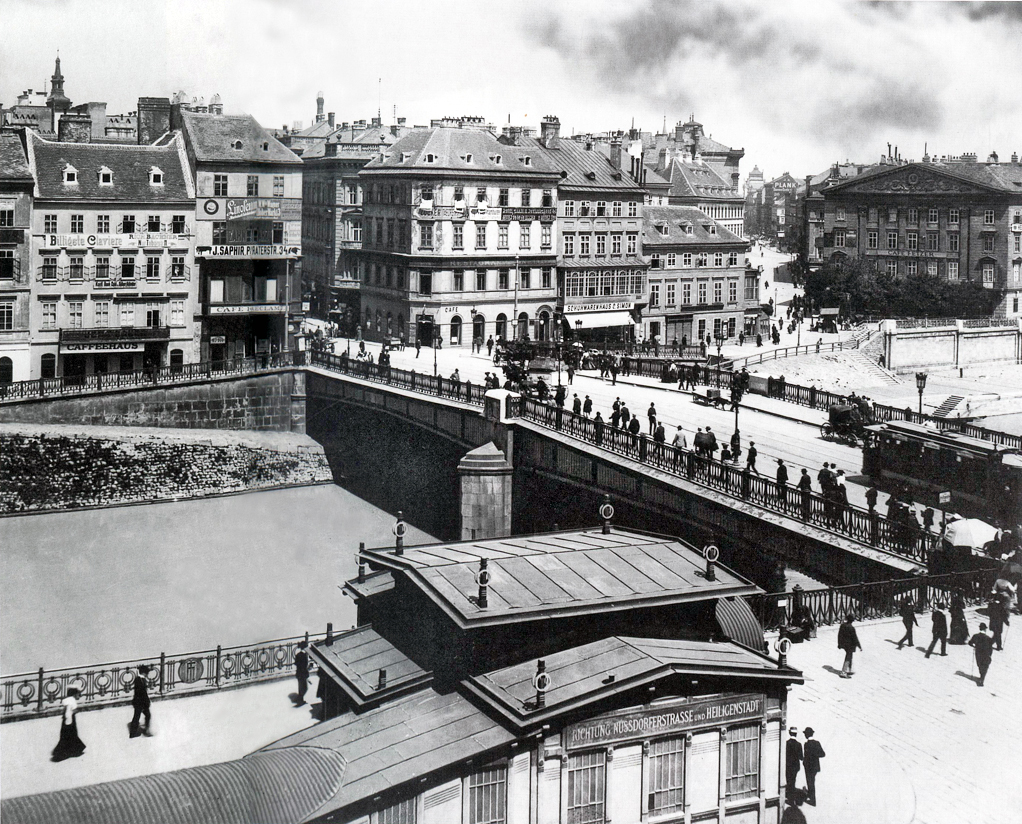
Erste Ferdinandsbrücke und Eingang zur Taborstraße, 1905
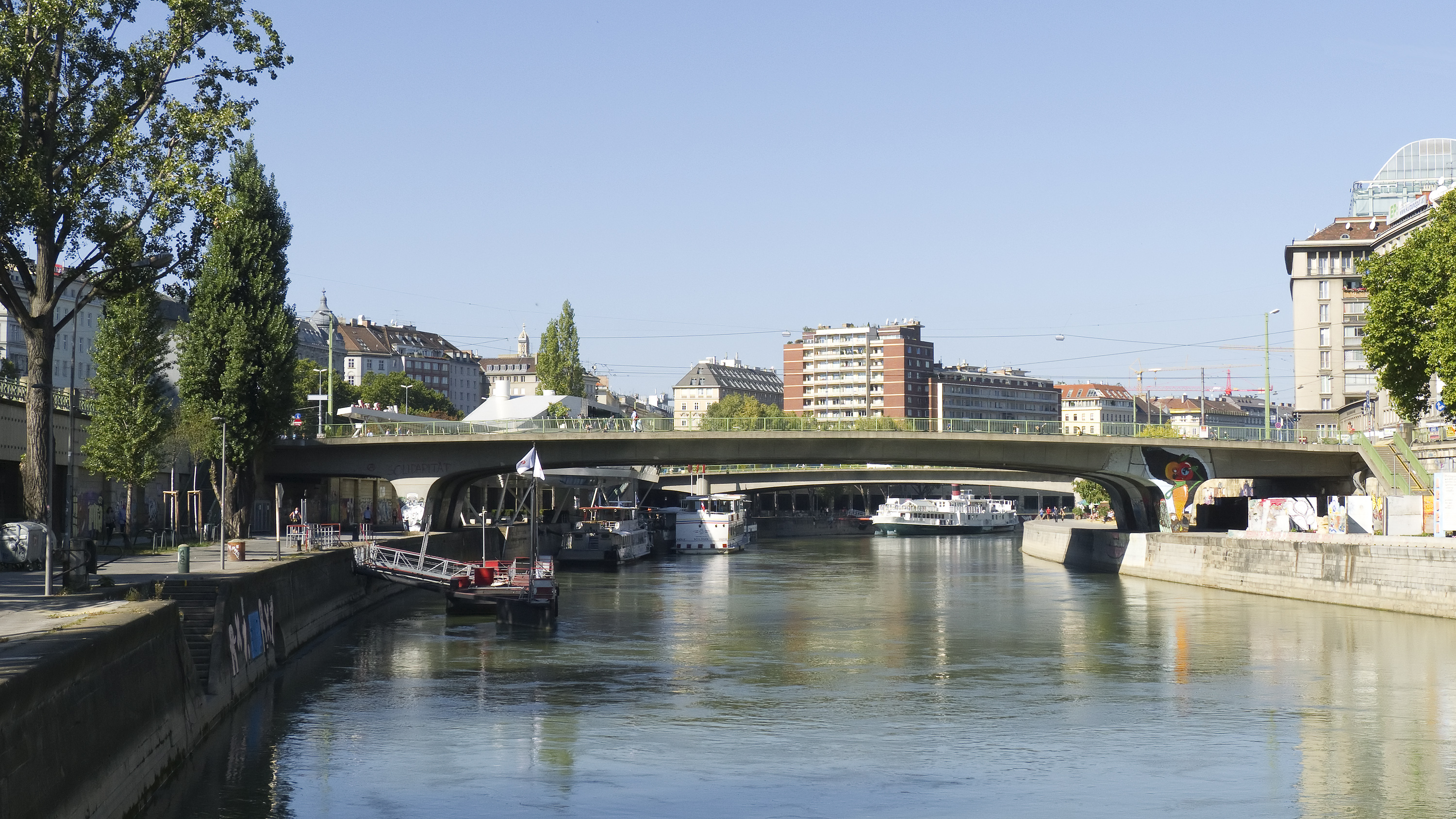
Schwedenbrücke und Marienbrücke Richtung Westen
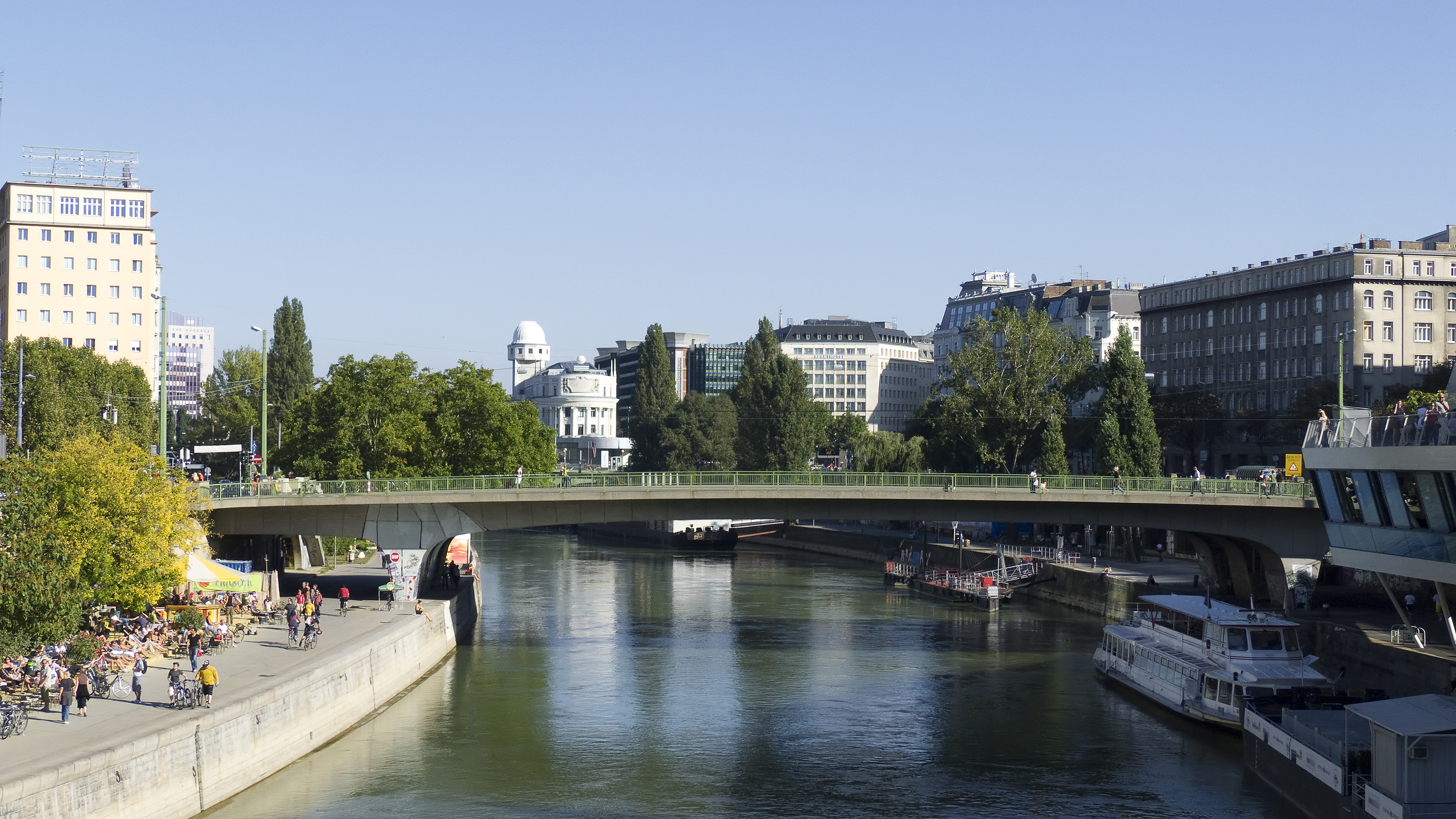
Schwedenbrücke und Urania Richtung Osten
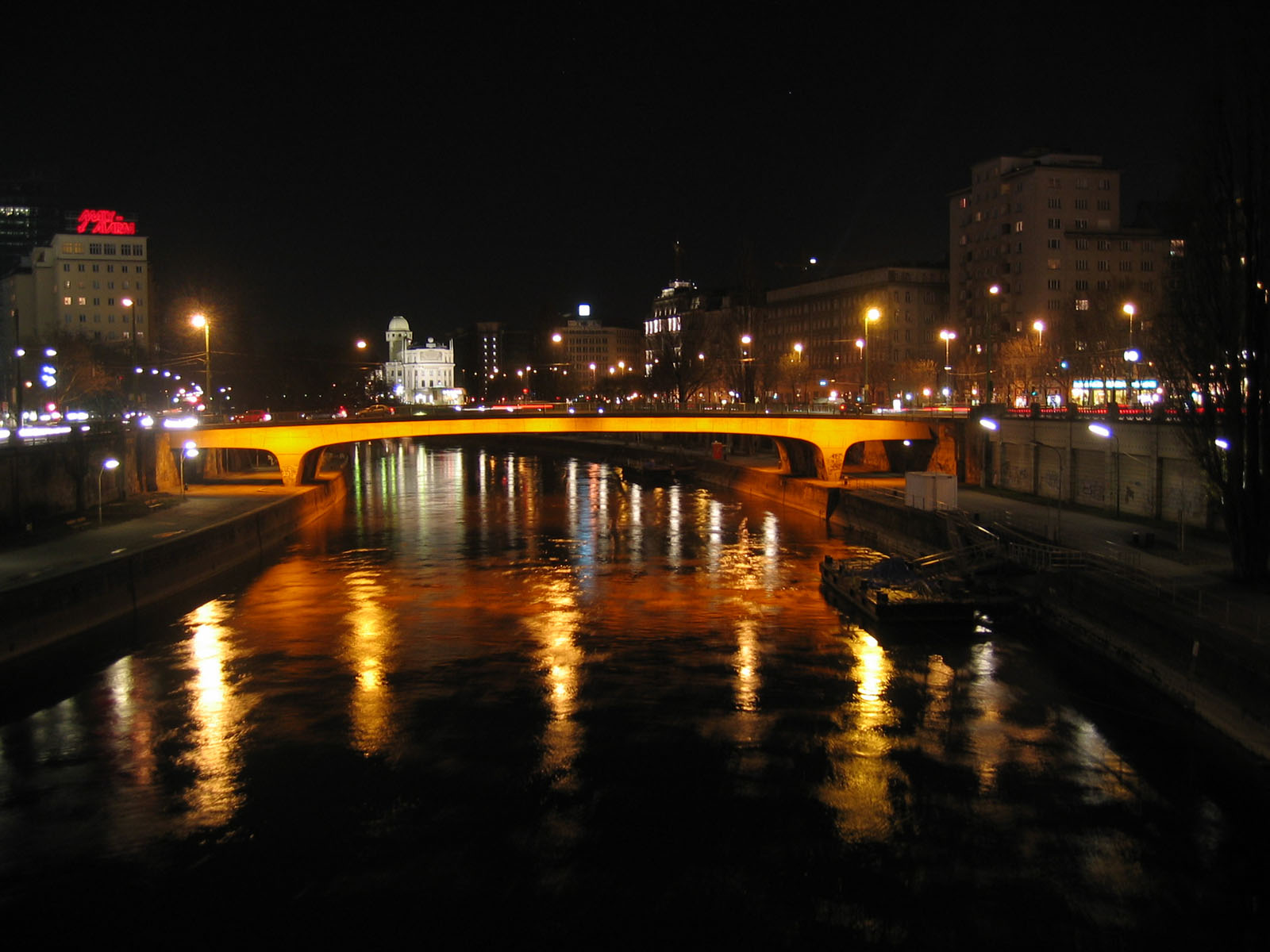
Die Schwedenbrücke bei Nacht
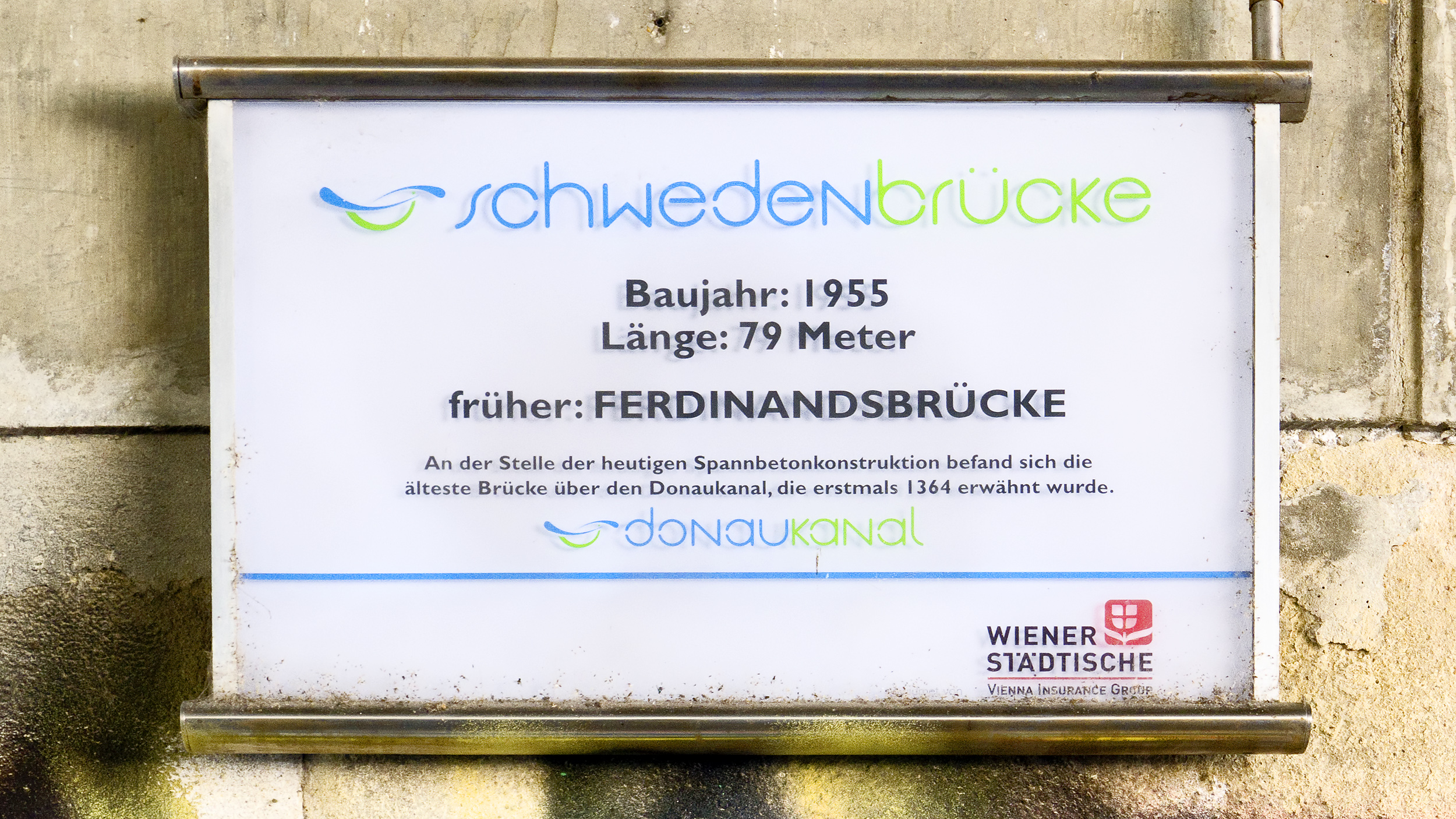
Informationstafel an der Brücke
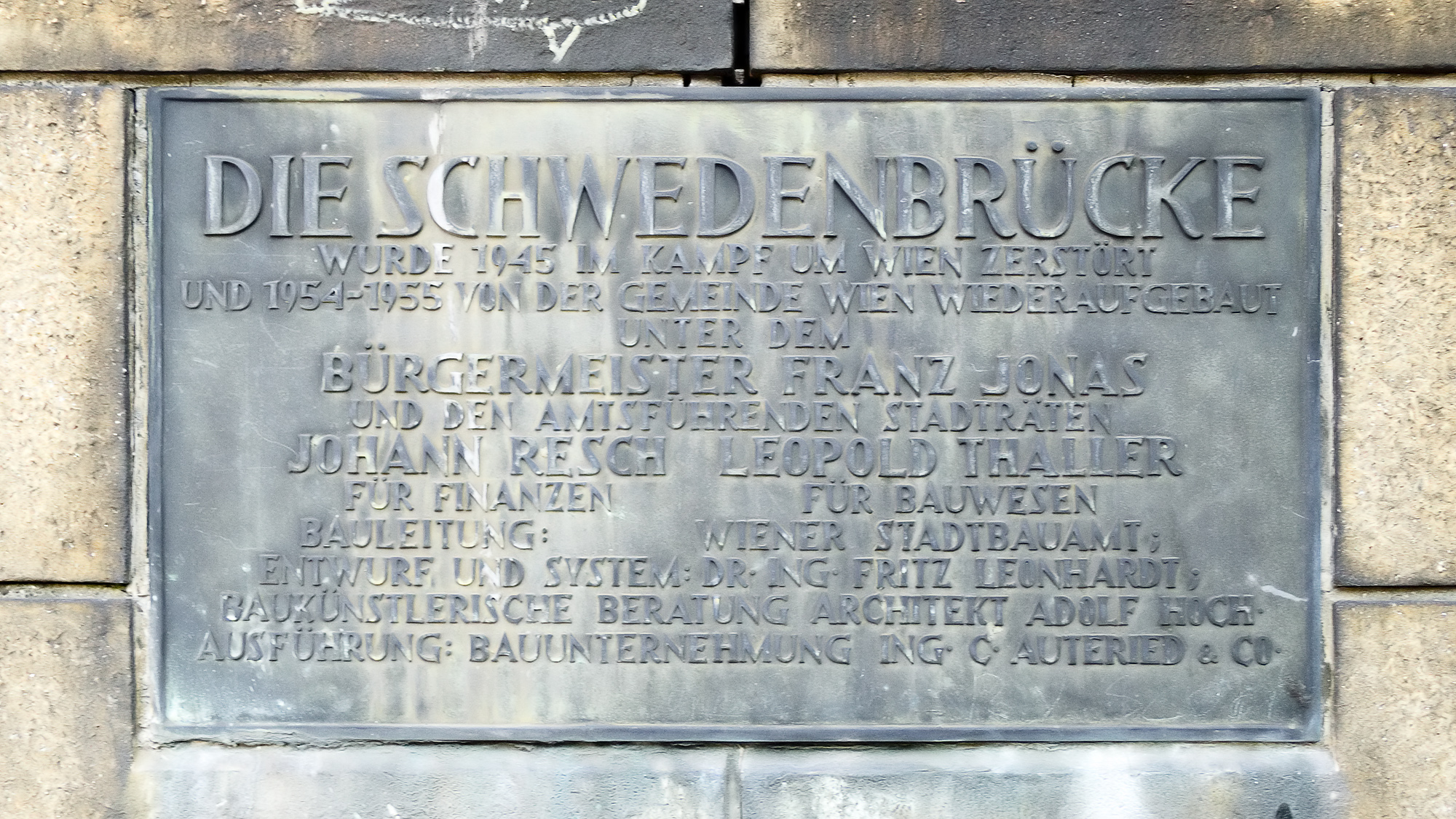
Gedenktafel an der Brücke
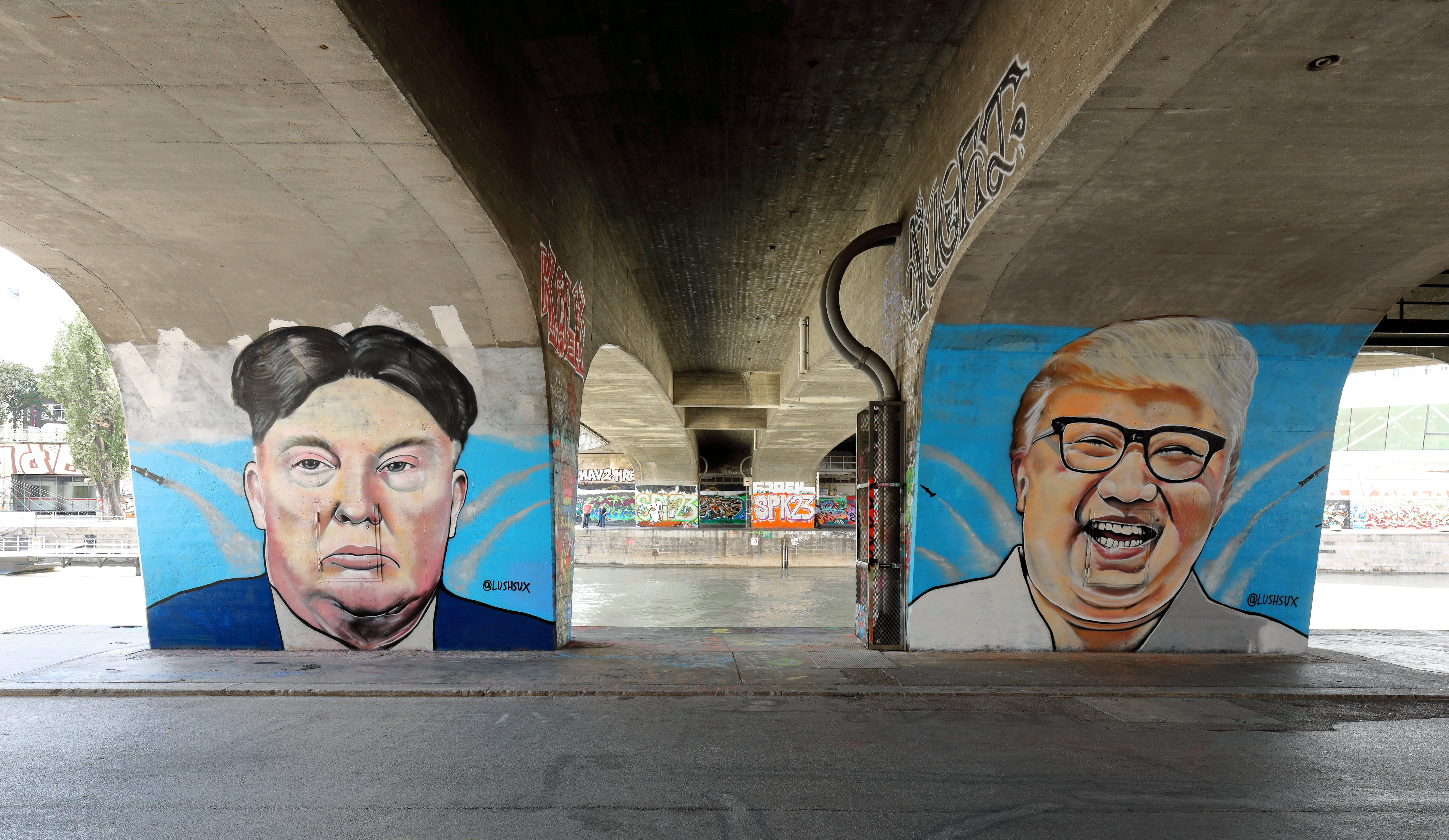
Lush-Sux-Graffiti nördlicher Pfeiler: Trump und Kim (August 2017)